# L.A. Police Dept.
L.A. Police Dept. is een videospel voor de platforms Commodore 64 en Commodore 128. Het spel werd uitgebracht in 1991. 